# Marguerite Yourcenarová
Marguerite Yourcenarová (8. června 1903 Brusel – 17. prosince 1987 Bar Harbor, Maine), nepřechýleně Marguerite Yourcenar, vlastním jménem Marguerite Antoinette Jeanne Marie Ghislaine Cleenewerck de Crayencour, byla francouzská autorka románů, esejí, povídek, básní, divadelních her, kritik a překladů. Pseudonym „Yourcenar“, který celý život užívala, je téměř úplnou přesmyčkou původního příjmení „Crayencour“. V roce 1980 se stala se první ženou zvolenou do Francouzské akademie.
Jejím nejznámějším dílem jsou Hadriánovy paměti (1951), román v podobě fiktivních pamětí, které římský císař Hadrianus adresuje svému nástupci. Z dalších historických textů lze jmenovat rozsáhlý román Kámen mudrců o belgickém alchymistovi Zenonovi a prózu Anna, soror... (1981), zasazenou do Neapole konce 16. století. Z raných textů si získaly oblibu Orientální povídky (1938) a Rána z milosti (1939), situovaná do válkou zasaženého Pobaltí kolem roku 1920. Posledním velkým dílem byl napůl autobiografický cyklus Labyrint světa, který spisovatelka psala od počátku 70. let až do smrti. Do francouzštiny přeložila Yourcenarová Vlny Virginie Woolfové, Co všechno věděla Maisie Henryho Jamese a další díla.
Po vypuknutí druhé světové války odplula z Francie do Spojených států, kde žila se svou životní partnerkou Grace Frickovou, nejprve v New Yorku, později, od roku 1950, v domě nazývaném „Petite Plaisance“ v obci Northeast Harbor na ostrově Mount Desert Island ve státě Maine. Yourcenarová se vyznačovala širokým literárním a kulturním rozhledem a ovládala klasickou latinu a řečtinu, s oblibou cestovala. Literárně navazovala především na Andrého Gida. Ve svých textech, historických i autobiografických, se pokoušela dobrat obecného smyslu lidského života a zkoumala otázky lidské paměti a identity. Oblíbeným prvkem byla také mužská homosexualita. Její ranější díla bývají pro svůj důraz na vášeň a utrpení někdy popisována jako až barokní, pozdější tvorba je uměřenější. Vysoce je hodnocen také autorčin bohatý jazyk a schopnost sevřené kompozice.

## Biografie

### Dětství a mládí
Marguerite Yourcenarová se narodila 8. června 1903 jako Margueritte Antoinette Jeanne Marie Ghislaine do franko-belgické šlechtické rodiny v Bruselu. Její matka, Fernande de Crayencour, rozená de Cartier de Marchienne, pocházela ze starobylé rodiny původem z Lutychu. Rodina otce, Michela de Crayencour, měla kořeny ve severofrancouzském Bailleulu a v Lille. Bratrancem obou rodičů byl básník Octave Pirmez. Porod byl těžký a matka zemřela 18. června na následky poporodní horečky a zánětu pobřišnice. Spisovatelka nicméně později v rozhovorech tvrdila, že osobu matky nikdy nepostrádala. Do určité míry ji nahradila mladá chůva Barbe (Barbara Aerstová) a na konci života si Yourcenarová pro autobiografické vyprávění A co? Věčnost (1988) vytvořila postavu „symbolické matky“ Jeanne.

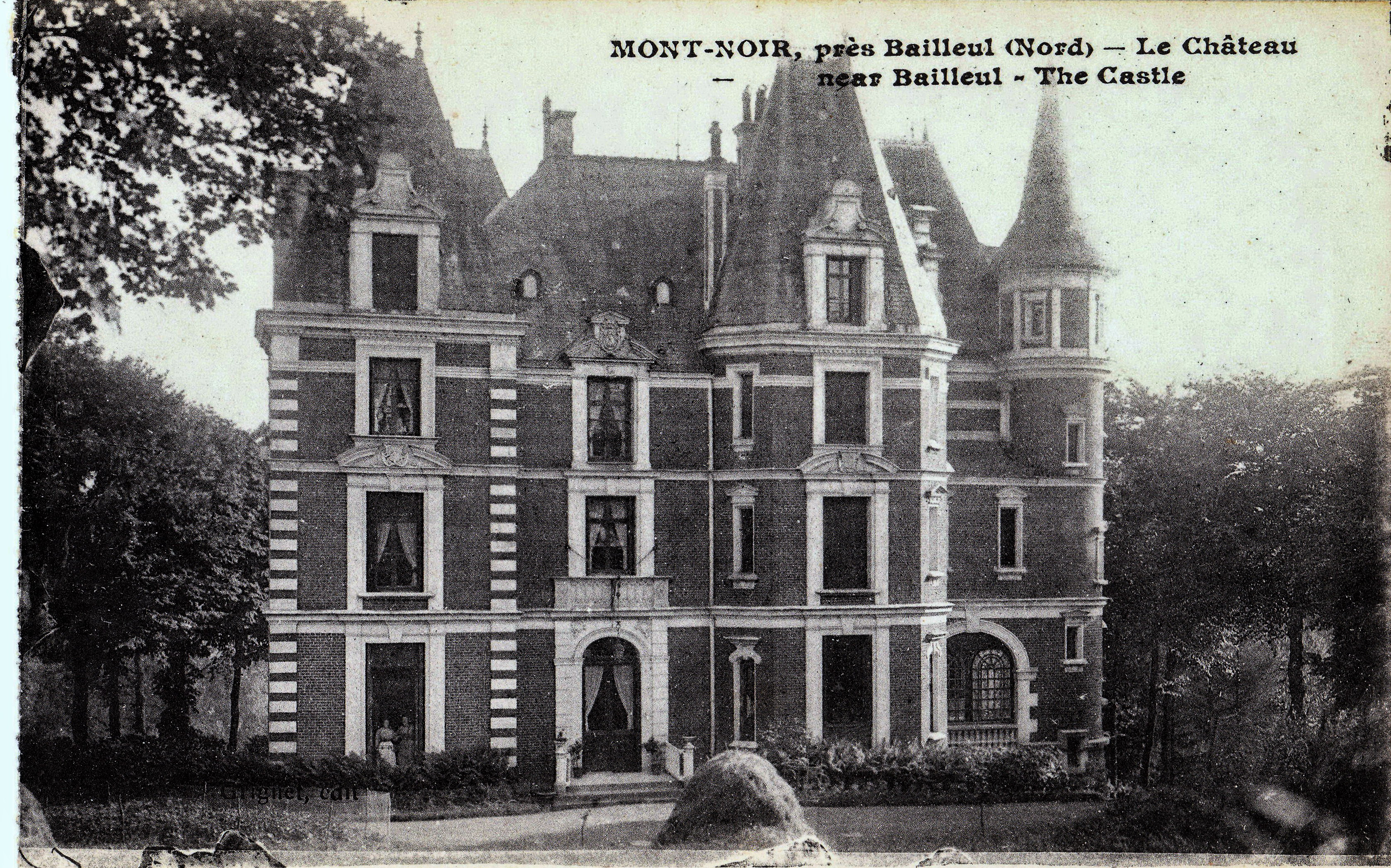
Zámeček Mont Noir, kde spisovatelka strávila dětství

Rodina střídavě pobývala na zámečku Mont Noir na francouzsko-belgickém pomezí, v Lille a na jihu Francie. Jedním z Margueretiných dětských přátel byl pozdější básník a filosof Egon von Vietinghoff. Egonův otec Alexis se stal hlavní postavou spisovatelčina prvního románu, Alexis ou Le Traité du vain combat (Alexis aneb Pojednání o marném boji, 1929) a rodinu Vietinghoffů v obměněných podobách zpracovávala i ve svých dalších dílech. V roce 1910 odešla od rodiny chůva Barbe, když se objevil anonymní dopis útočící na její intimní vztah Margueretiným otcem. Dívku na chůvin odchod nikdo neupozornil a tento okamžik později pociťovala jako počátek své nedůvěry vůči světu.
Jako dítě byla Yourcenarová neobyčejně zvědavá, rychle se naučila číst a živě se zajímala o literaturu. Po smrti babičky Noémi v roce 1909 zůstala sama s otcem, příležitostně však navštěvovali Paříž a matčinu sestru Jeanne v Bruselu. V roce 1912 prodal otec zámeček a s dcerou se přestěhoval do Paříže, kde nejprve sídlili na Rue Anatole de la Froge, později na Avenue d'Antin. Jako letní sídlo sloužila rodině nově pořízená vila ve Westende na belgickém pobřeží. Skutečnost, že nikdy nenavštěvovala školu, a místo toho se věnovala domácímu vzdělávání, přispělo jak k zevrubné znalosti klasické a moderní literatury a jazyků (od dětství se Yourcenarová učila latinsky, od dvanácti let studovala také klasickou řečtinu), tak patrně i k důrazu na individualitu a samostatnost, který autorku celý život provázel. Pseudonym Yourcenar, který je téměř úplným anagramem jména Crayencour, vymyslela budoucí autorka společně s otcem již jako náctiletá, když společně plánovali budoucí úspěšnou spisovatelskou dráhu. Když později pod pseudonymem Marg Yourcenar skutečně zaslala rukopis románu Alexis do nakladatelství Sans Pareil, nebyla si redakce jistá, zda jde o výtvor muže, nebo ženy. Vzhledem ke stereotypním představám o „ženském románu“ a „femininním stylu“, které text nenaplňoval, se však přikláněla spíše k možnosti, že román napsal muž.

### Literární začátky

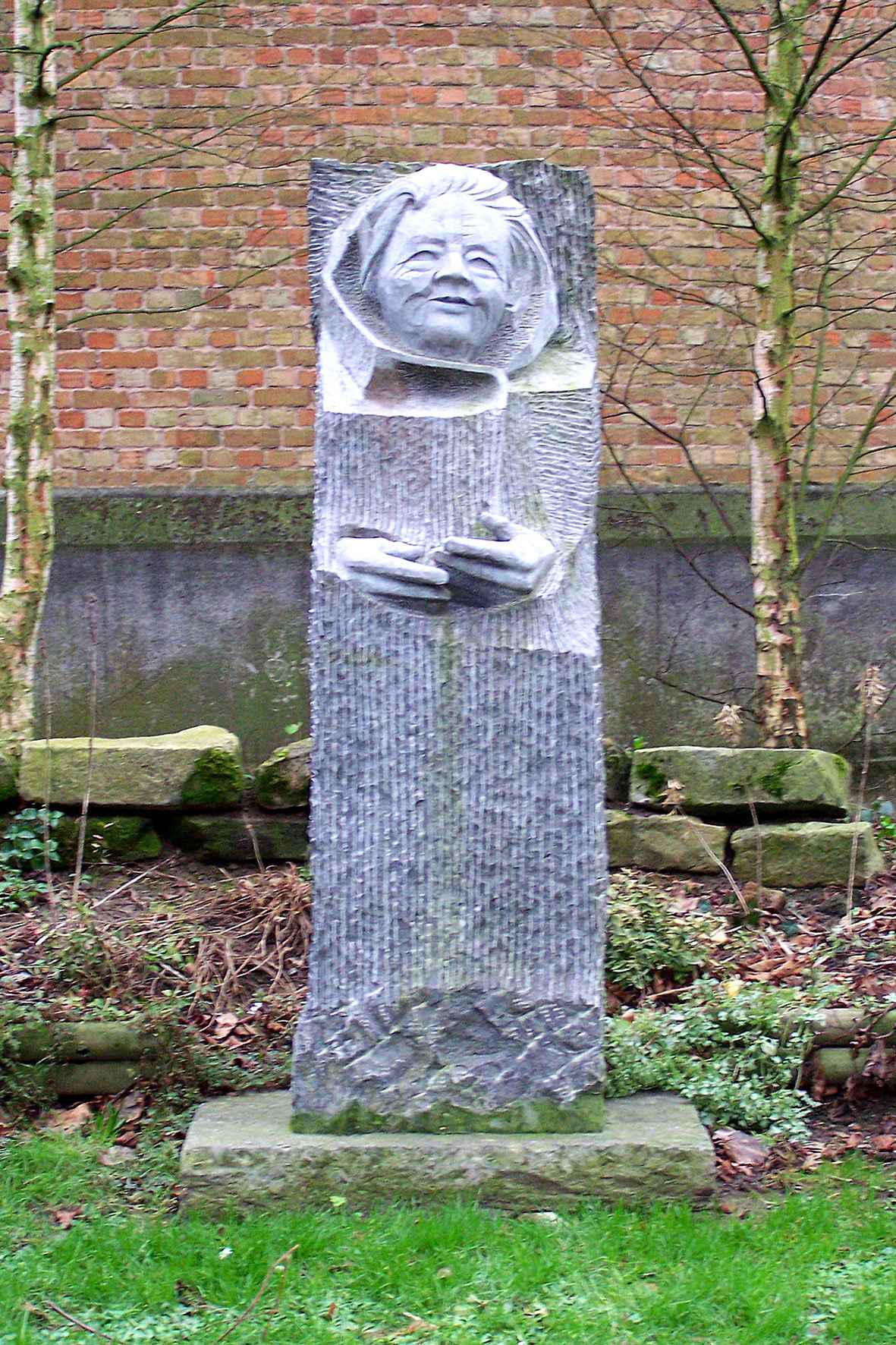
Skulptura v severofrancouzském městečku Bailleul, odkud pocházela rodina spisovatelčina otce

První dílo, Le Jardin des Chimères (Zahrada chimér), vydala spisovatelka v osmnácti letech otcovým přičiněním. Nevzbudilo však mnoho pozornosti. K dalšímu psaní autorku ponoukl také Rabíndranáth Thákur, který odpověděl na Margueretin dopis, a dokonce mladou ženu pozval do Šantiniketanu. Dva jeho listy, kterých si spisovatelka velmi cenila, se ztratily během druhé světové války. Druhá kniha, Les Dieux ne sont pas morts (Bohové nejsou mrtvi), vyšla roku 1922 v nakladatelství Edward Sansot. Yourcenarová ji věnovala Christine Hoveltové, která se o čtyři roky později vdala za Michela de Crayencour, a stala se tak spisovatelčinou nevlastní matkou.
Marguerite Yourcenarová měla po otci nomádskou povahu a s oblibou cestovala, často právě v jeho společnosti. V roce 1922 poprvé navštívila Benátky, a zahájila tak období cest do Itálie. Ještě téhož roku zamířila do Milána a Verony. V posledním jmenovaném městě se stala svědkem Mussoliniho Pochodu na Řím a později tuto událost zpracovala v románu Denier du rêve (Desátek snu, 1934). O rok později zavítala do Florencie a v roce 1924 navštívila Řím a Hadriánovu vilu. Zkušenosti s tímto prostředím autorku vedly o více než dvacet let později k napsání románu Hadriánovy paměti (1951), jenž se stal jedním z jejích nejoblíbenějších děl.

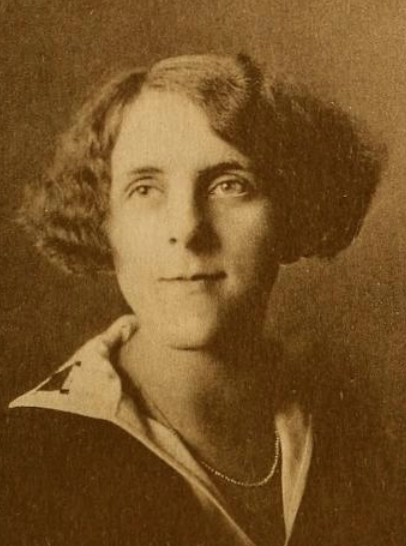
Spisovatelčina partnerka Grace Fricková v roce 1925

Marnotratnost, hráčská vášeň a záliba v ženách přivedly Michela de Crayencour na konci života do finančních obtíží a k tuláckému životu. V roce 1929 zemřel ve švýcarském Lausanne. V téže době se Yourcenarová rozkmotřila se svým nevlastním bratrem Georgesem – zčásti proto, že se odmítl z Bruselu v zimě vydat do Švýcarska za otcem, zčásti také proto, že spravoval sestřiny investice, které po začátku hospodářské krize znatelně oslabily. Rukopis třetí knihy, Alexis, odmítlo v roce 1929 významné nakladatelství Gallimard a spisovatelka jej nabídla menšímu nakladatelskému domu, Sans Pareil, jehož mladý ředitel René Hilsum autorku „objevil“ pro literární svět. Marguerite Yourcenarová se pak v průběhu třicátých let věnovala především bohémskému životu a cestování a navazovala intimní známosti jak s muži, tak s ženami.
První, meziválečná fáze spisovatelčiny tvorby se vyznačovala častým škrtáním napsaného textu a zavrhováním pracovních verzí. Plánovaný román Remours (Protiproudy), ze kterého Yourcenarová v průběhu čtyř let napsala přes pět se stran, nakonec zcela zavrhla, s výjimkou několika fragmentů. Ty posléze přepracovala do sbírky La mort conduit l'attelage (Smrt řídí spřežení), která vyšla v roce 1934. V létě roku 1935 se sblížila s Andreasem Embirikem, potomkem bohaté řecké loďařské rodiny, surrealistickým básníkem a průkopníkem psychoanalýzy. Společně cestovali po Řecku a navštívili Istanbul. O přesné povaze svého vztahu nikdy nehovořili a možnost, že navázali milostný poměr, nelze jednoznačně potvrdit ani vyvrátit; Yourcenarová později Andrasovi připsala své Orientální povídky. V roce 1936 vyšly Feux (Ohně), soubor lyrických próz, jehož části byly publikovány v časopise Revue de France. Nejdůležitější známostí se nicméně stala Grace Fricková, se kterou Yourcenarová procestovala Řecko a Itálii v letech 1937 a 1938. V italském Sorrentu v té době dokončila významnou prózu Rána z milosti. Vášnivý milostný poměr měla v tomto období také s Lucy Kyriakosovou, která zemřela roku 1939 během útoku na řecké město Ioánnina.
Na konci 30. let se také, zejména z finančních důvodů, pustila do překladů některých významných anglicky psaných děl do francouzštiny – přeložila zejména Vlny Virginie Woolfové (v roce 1937 jako Les Vagues) a Co všechno věděla Maisie od Henryho Jamese (v roce 1939 jako Ce que savait Maisie).

### Život v USA
Další evropský konflikt, druhá světová válka, spisovatelku nemile překvapil. Podobně jako v případě první války se rozhodla strávit čas konfliktu mimo Francii – s tím rozdílem, že nyní již neodcházela s otcem, nýbrž sama, a nemířila do Velké Británie, nýbrž do Spojených států amerických. Na podzim roku 1939 odplula z Bordeaux do New Yorku, pravděpodobně na lodi SS Manhattan. V New Yorku se ubytovala u své partnerky Grace Frickové na manhattanské Riverside Drive a v následujících letech se pokoušela nalézt pracovní uplatnění: začala publikovat první překlady, novinové články a eseje. Záhy se obě ženy přestěhovaly do Hartfordu, kde Yourcenarová strávila prvních jedenáct let svého amerického života, zatímco Fricková vyučovala na Connecticut College. Přestože spisovatelka na svou rodnou zemi nezanevřela a Francie jí scházela, rozhodla se nakonec zůstat s partnerkou ve Spojených státech. Toto rozhodnutí vysvětlují spisovatelčini životopisci nejčastěji skutečností, že kromě nevlastního bratra, se kterým neměla dobré vztahy, jí v Evropě nezůstali žádní blízcí příbuzní a přátelé. V dubnu roku 1950 se partnerky přestěhovaly do vsi Northeast Harbor na ostrově Mount Desert Island ve státě Maine, přibližně dvanáct hodin vlakem od New Yorku. Své sídlo pojmenovaly „Petite Plaisance“ pro potěšení z francouzského jména, ale současně též na počest francouzského průzkumníka Samuela Champlaina, který ostrov v roce 1604 objevil.

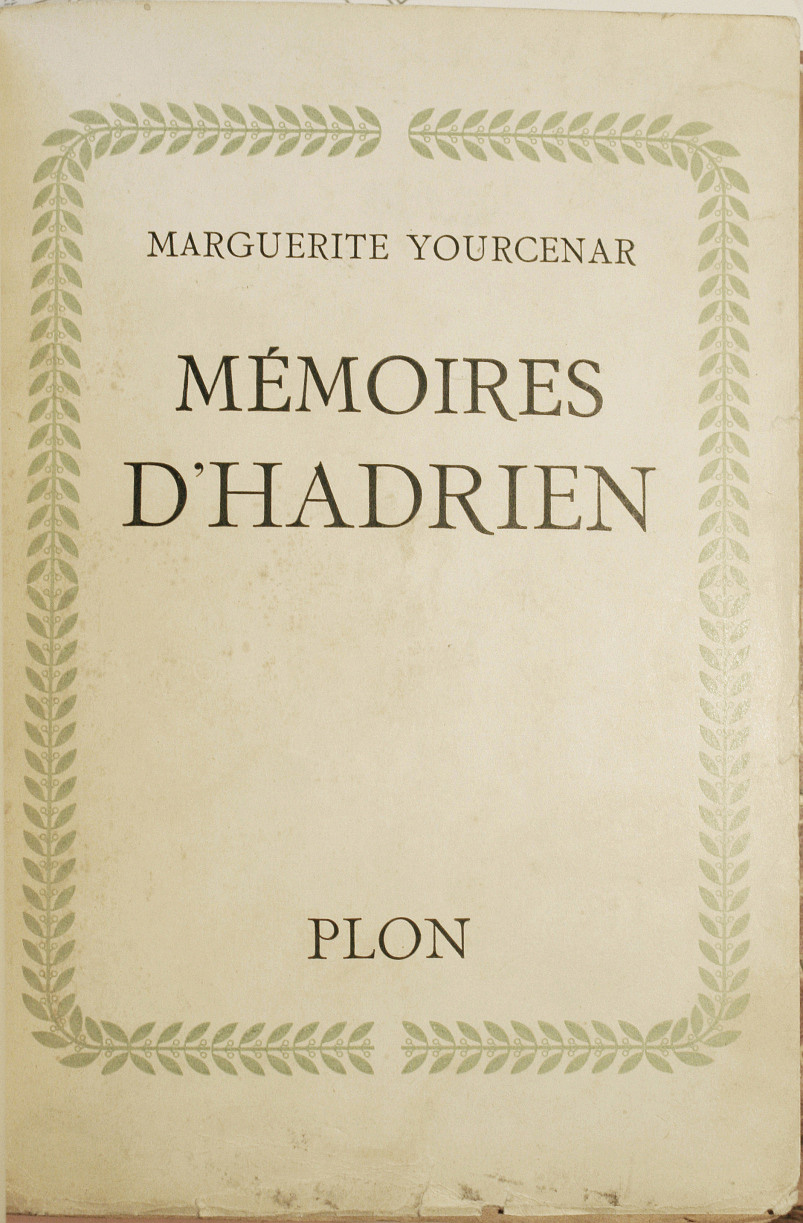
Obálka prvního vydání románu Hadriánovy paměti (1951)

Bostonské manželství obou žen popisují spisovatelčini životopisci různě, často v neprospěch Frickové, která je zobrazována jako někdo, kdo se spisovatelku snažil ovládat. Michèle Goslarová ji viděla jako pouhou „cenu útěchy“, kterou Yourcenarová vzala zavděk, když se jí nepodařilo svést žádného z homosexuálů, po kterých „ve skutečnosti“ toužila. Anglický životopisec George Rousseau Yourcenarovou zobrazil jako osobu, která svou partnerku dlouhá léta toužila opustit, ale nedokázala to. Joan E. Howardová naopak na základě dokumentů vykreslila vztah jako něžný a láskyplný, s velkou mírou oddanosti a věrnosti ze strany Frickové; upozornila však na to, že po její smrti se Youcenarová začala o své zesnulé partnerce vyjadřovat mnohem přezíravěji a vztah začala až cynicky označovat za „oboustranně výhodný poměr“. V posledním interview před smrtí (se Shushou Guppy) dokonce spisovatelka všechny zmínky o Frickové nakonec vyškrtla. Howardová se domnívá, že se Yourcenarová tímto přístupem snažila – podobně jako v otázce matčiny smrti – nechat si své skutečné city pro sebe a vyhnout se sentimentalitě.
Od roku 1949 Yourcenarová sestavovala román Hadriánovy paměti, ke kterému se vrátila po dlouhé prodlevě – na knize přestala pracovat v roce 1937. Kromě pravidelného psaní se věnovala cestování po Spojených státech a přednáškám o francouzské literatuře (například Proustovi nebo Flaubertovi) na newyorské Barnard College. Na jaře roku 1951 dílo dokončila a na lodi RMS Mauretania odcestovala po dvanácti letech nepřítomnosti zpátky do Evropy, aby zajistila jeho vydání. S Frickovou zůstaly v Evropě mezi květnem roku 1951 a srpnem roku 1952. Většinu času pobývaly v Paříži, navštívily však také Pau, Riviéru (Nîmes, Marseilles, Cannes), Itálii (kde téměř měsíc strávily v Římě) a španělská města včetně Sevilly a Grenady.

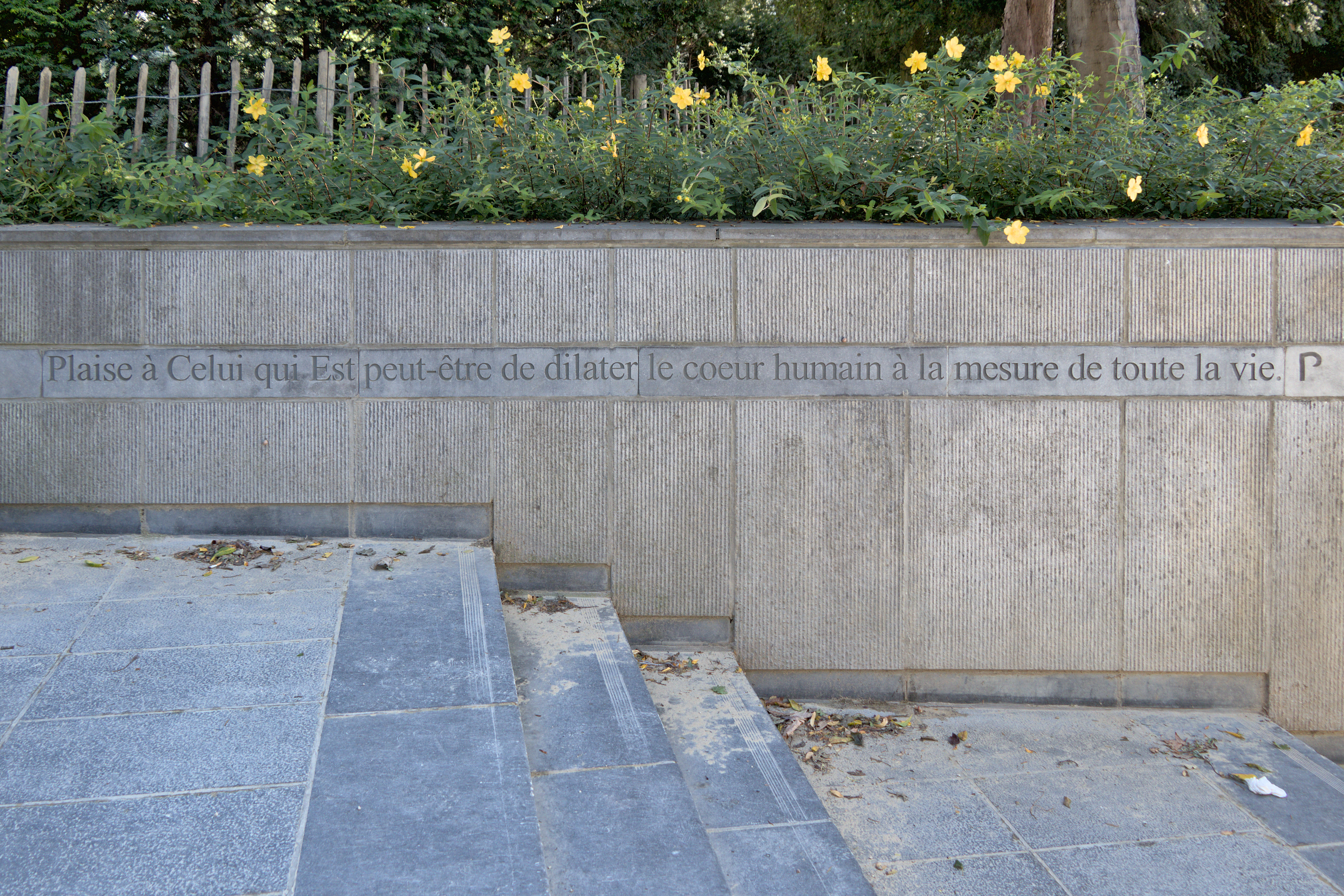
Citace z románu Kámen mudrců na zdi v bruselském Parc d'Egmont

V průběhu 50. let obě ženy dále společně cestovaly. V roce 1959 však byla Grace diagnostikována rakovina. S nemocí zápasila následujících dvacet let, což její možnosti vydávat se na cesty značně omezovalo, a Yourcenarová tudíž také často zůstávala v Maine. Hadriánovy paměti znamenaly otevření cesty ke slávě. Mezi lety 1951 a 1958 poslalo nakladatelství Plon na trh téměř sto tisíc výtisků. O spisovatelku se začali zajímat také američtí čtenáři; v USA zajišťovalo prodej děl nakladatelství Farrar, Straus and Giroux.
V 60. letech pracovala Yourcenarová na rozsáhlém románu vyprávějícím o životě belgického renesančního alchymisty Zenona. Dílo vyšlo v roce 1968 jako Kámen mudrců (L'Œuvre au noir) a setkalo se s nadšeným přijetím kritiků. Přestože však byl román označován za mistrovské dílo, část komentářů opět tvrdila, že text postrádá „hřejivost a emocionalitu ženského psaní“ a charakterizovala autorčin styl jako „chladný“ a „mužný“.
V 70. letech se prozaička pustila do sepisování rozsáhlého, napůl autobiografického díla, jehož tři díly byly později nazvány Bludiště světa (Le Labyrinthe du monde). Zima roku 1973 byla narušena neobyčejně útočným novinovým článkem, který vyšel v časopise Gulliver. Autor reportáže, Patrick de Rosbo, vykreslil Frickovou jako zlou, vychrtlou a nehezkou osobu neurčitého pohlaví, připomínající mumii. Šokovaná Yourcenarová se proti článku, který obsahoval i četné mylné informace o její tvorbě, ohradila dopisem do redakce; de Rosbo reagoval o rok později dalším hanopisem, ve kterém přirovnal svůj pobyt v Northeast Harbor k očistci a zkritizoval spisovatelku za to, že chce současně pobývat mimo společnost a současně být uznávaná.
Pietní vzpomínky, první část Bludiště světa, vyšly v roce 1974. Podle názoru samotné autorky byly recenze „inteligentní a neobvykle vřelé“. Yourcenarová byla v témže roce oceněna prestižní cenu Grand prix national des Lettres. Ihned poté začala pracovat na dalším díle autobiografické trilogie – Severofrancouzských archivech (Archives du Nord). Ty vyšly roku 1977, krátce poté, co se Yourcenarová a Fricková vrátily z cesty po Aljašce. Kritické přijetí bylo znovu nadšené. Časopis Le Point dokonce uvedl, že Yourcenarová má nejkrásnější jazyk ze všech francouzských spisovatelů a je schopná zachycovat současně velkolepost a každodennost.

### Závěr života
Po smrti Frickové v roce 1979 se spisovatelka znovu pustila do cestování, jejím společníkem byl mladý americký dokumentarista Jerry Wilson. Ten nicméně také záhy zemřel – v roce 1985 podlehl k velkému spisovatelčině zármutku AIDS. Od roku 1980 do své smrti v roce 1987 navštívila Yourcenarová dvakrát Indii, dvakrát severní Afriku, jednou subsaharskou Afriku, Egypt, Japonsko a Karibik. Plánovanou cestu do Nepálu nestihla.

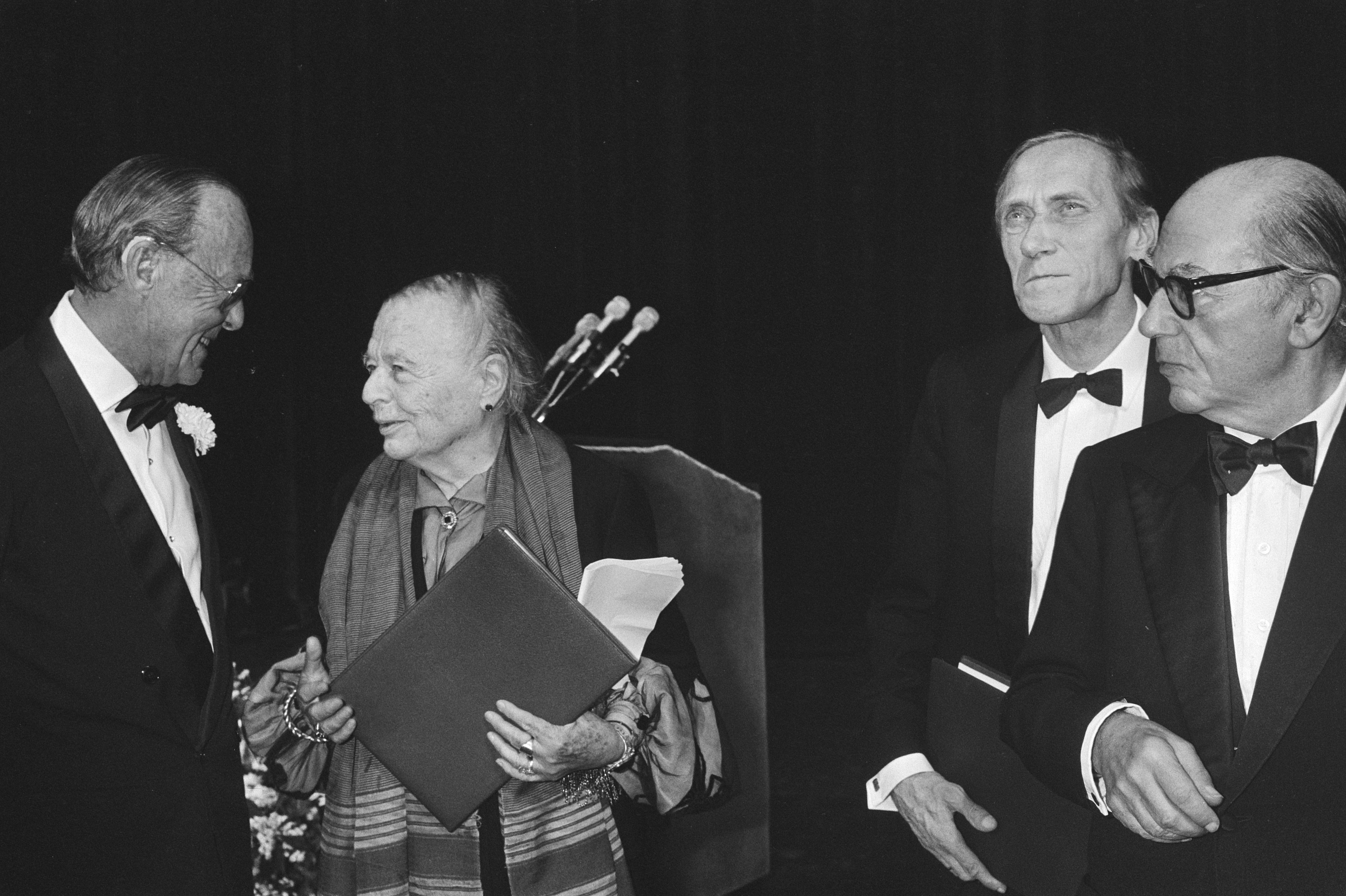
Udílení Erasmovy ceny v roce 1983, zleva Bernhard Lippsko-Biesterfeldský, Marguerite Yourcenarová, Leszek Kołakowski a Isaiah Berlin

V roce 1980 se Yourcenarová, přestože o to příliš nestála, stala první ženou zvolenou do Francouzské akademie. O překonání byrokratických překážek s tím spojených se zasloužili především spisovatelčini příznivci, včetně prezidenta Giscarda d'Estaing. Ačkoliv je Akademie nejstarší a nejprestižnější francouzskou kulturní institucí, byla v této době již „častěji vysmívána než obdivována“ – i když mezi její členy historicky patřili mnozí z nejvýznamnějších francouzských tvůrců (Rousseau, Diderot, Balzac, Flaubert, Zola a četní další), zejména ve dvacátém století byli další vlivní tvůrcové a myslitelé opomenuti (kromě jiných Sartre, Camus, Gide, Simone de Beauvoir). Přijetí Yourcenarové bylo jedním z mála kroků, jimiž Akademie reflektovala dobové kulturní posuny; ve stejném roce byl přitom do Akademie uveden například Michel Droit, známý především jako konzervativní televizní redaktor, kterého Charles de Gaulle preferoval pro vedení svých interview. Skutečnost, že Yourcenarová jmenování přijala, je někdy pociťována spíše jako její pocta instituci než naopak.

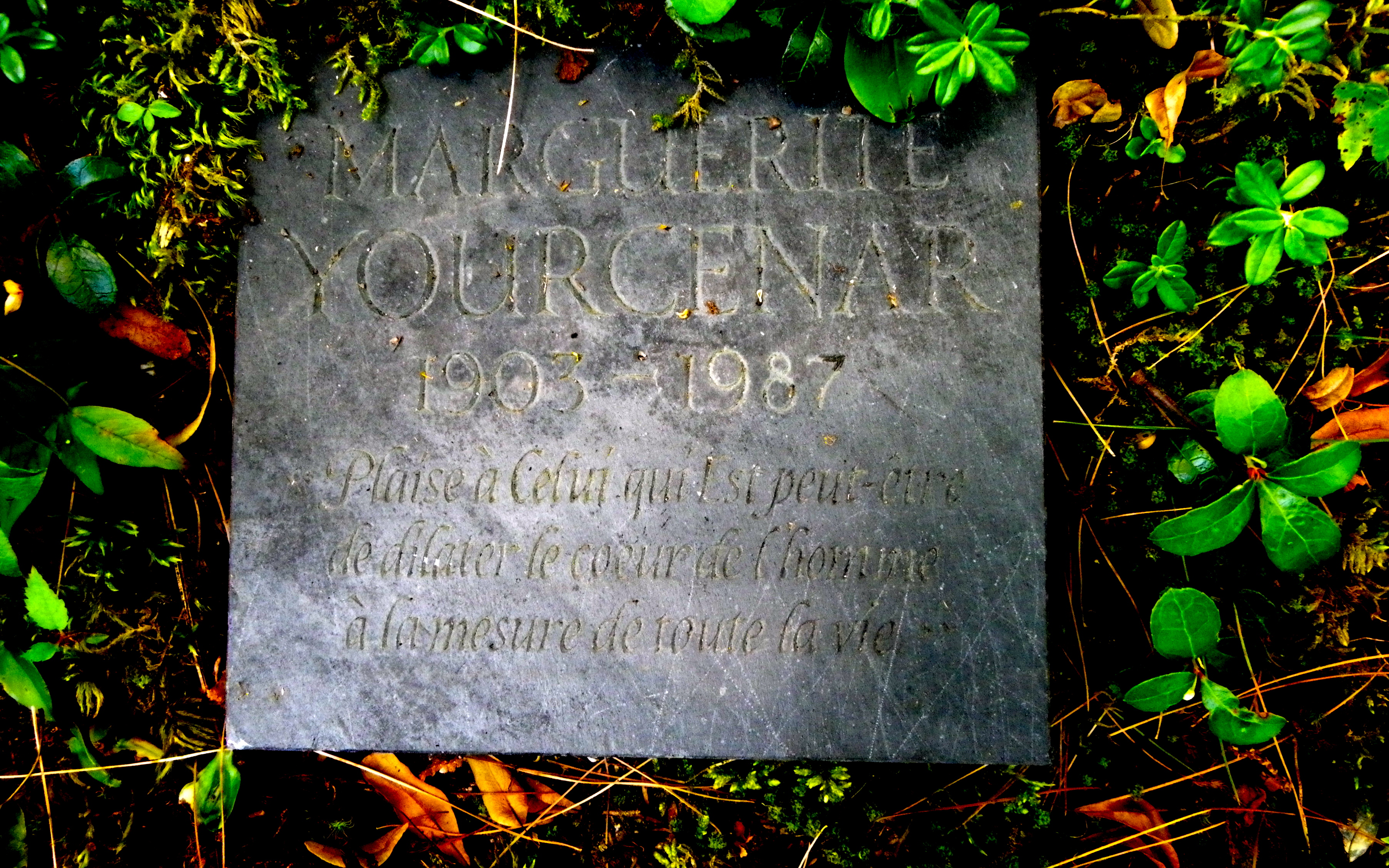
Náhrobní deska s epitafem, který říká: „Plaise à Celui qui Est peut-être de dilater le coeur de l'homme à la mesure de toute la vie.“ („Nechť se zlíbí tomu, který možná jest, a on rozšíří lidská srdce tak, aby se do nich vešel všechen život.“ – citát z románu Kámen mudrců)

V 80. letech pracovala autorka na dalších historických prózách. V roce 1981 vyšel text Anna, soror... zachycující naznačeně incestní vztah mezi sourozenci v Neapoli konce 16. století. Dílo se tentokrát setkalo se smíšeným kritickým přijetím, vytýkána mu byla především skutečnost, že šlo o návrat k rozpracovanému textu z raného období tvorby, a množství spisovatelčiných komentářů a paratextů, které vydání obsahovalo. Próza o rok později vyšla společně se dvěma dalšími v triptychu Jak voda, která plyne (Comme l'eau qui coule). V této době pracovala Yourcenarová také souboru esejí Le temps, ce grand sculpteur (Čas, ten velký sochař) a do francouzštiny překládala Baldwinovu divadelní hru Amen Corner.
Další část Labyrintu světa nazvaná A co? Věčnost (Quoi ? L'Éternité) již dokončena nebyla, byť autorka část rukopisu odevzdala. Na podzim roku 1987 utrpěla Yourcenarová několik cévních mozkových příhod. Poslední mrtvice přišla 17. prosince 1987; po jejím prodělání žila spisovatelka ještě několik hodin a posléze pokojně zesnula.
V poslední, plánované části cyklu Labyrint světa měla autorka v úmyslu psát o sobě samé a dovést děj až do roku 1945. Přestože Yourcenarová sama tvrdila, že nečekala, že by její knihy vzalo do ruky více než deset čtenářů, protože „věci, které ji zajímají, pro většinu lidí zajímavé nejsou“, již za života se stala slavnou a významnou autorkou a po smrti byla zařazena mezi klasiky. V roce 1989 mělo nakladatelství Gallimard na kontě již 821 870 prodaných výtisků jejích děl.

## Názory
Přestože je Yourcenarová mnohdy vnímána, patrně i vzhledem ke svému původu a tématům, jako pravicová autorka, sama se označovala za centristku. V průběhu života podporovala liberální hodnoty a stavěla se proti Nixonově a Reaganově politice. Velmi ostře vystupovala proti Válce ve Vietnamu a podporovala studentské demonstrace roku 1968.
Výrazným tématem pro spisovatelku byla také práva zvířat. V eseji „Qui sait si l’âme des bêtes va en bas ?“ („Kdo ví, zda duch zvířat sestupuje dolů k zemi?“, 1983) zkritizovala především novodobé zneužívání zvířat pro účely průmyslové produkce v konzumní společnosti. Uznala sice, že idea nadvlády člověka nad zvířaty je prastará a pevně zakotvená v mytologii (především v mýtu o Adamovi, kterému byla vláda svěřena Bohem), avšak moderní konzumerismus podle ní oba světy oddělil a narušil „jednotu života“. Yourcenarová odsoudila vnímaní zvířat jako tvorů zásadně odlišných od lidí a ničitelskou roli člověka, která nahradila dřívější lidskou pozici zvířecího chovatele, ochránce a soudce. Vyjádřila také naději na přijetí Deklarace zvířecích práv.

## Dílo

### Témata a styl

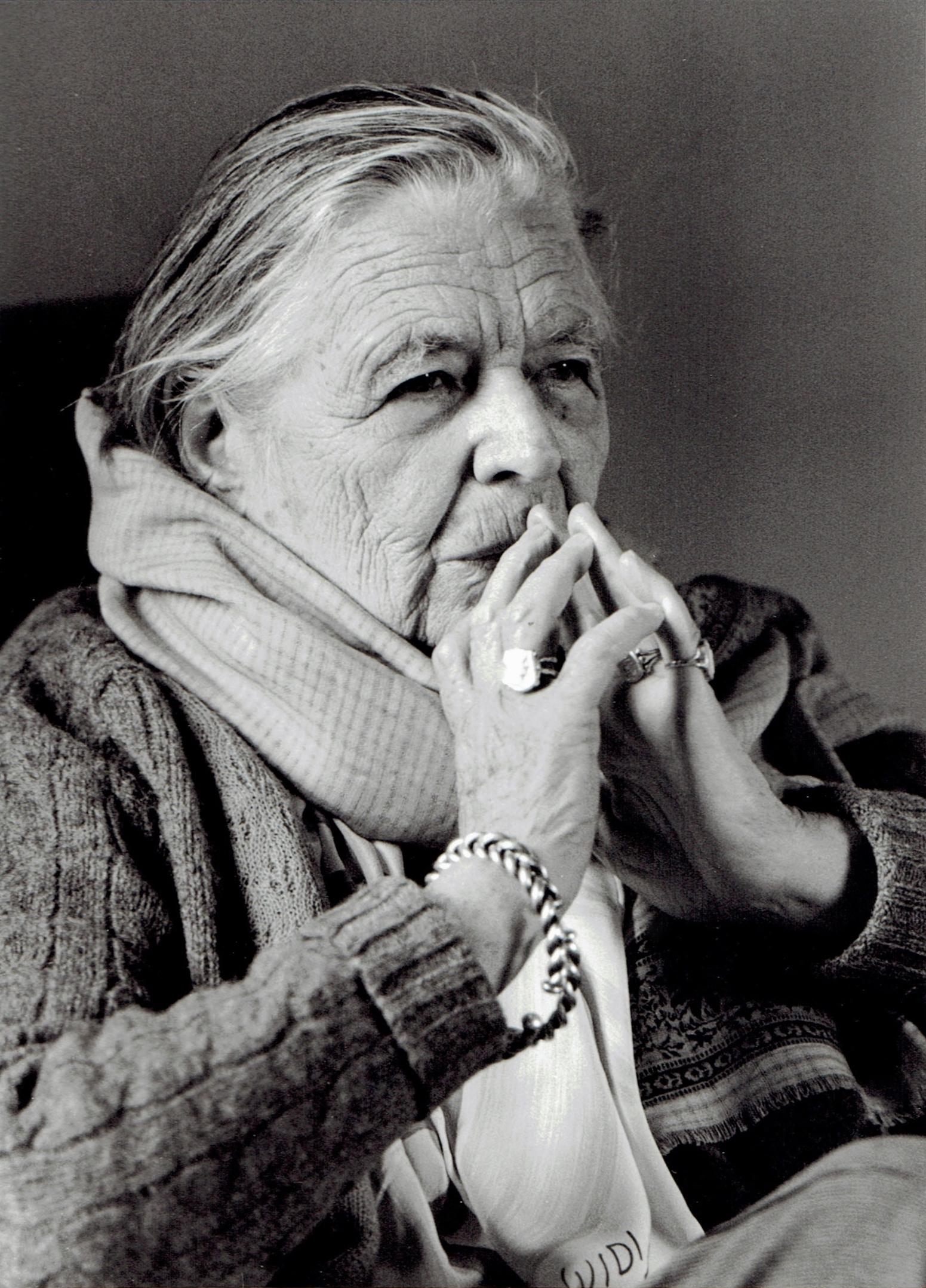
Marguerite Yourcenarová v roce 1982

Hlavními zdroji inspirace jsou pro Marguerete Yourcenarovou historie a vlastní prožitky a vzpomínky. Ve svých prozaických textech přitom zkoumá také vztah mezi historiografickým a autobiografickým na svět a blíží se pojetí historie coby „pravdivého románu“ (roman vrai), jak jej představil zejména Paul Veyne. Svým zpracováváním témat vzpomínání a identity, biografičnosti a literární fikce pak připomíná myšlení Georgese Pereca či Raymonda Federmana. Částečně se překrývá také s úvahami Michela Foucaulta, a to především v oblasti archeologie vědění a genealogie, v inspiraci Nietszchem, v zaměření na marginalizovaného jedince a utváření lidské identity v konfliktu se společenskými pravidly a normami. U děl ze 30. a 40. let je možné také srovnání s dílem Jeana Cocteaua a Jeana-Paula Sartra.
Významnou roli hraje v autorčiných textech také otázka milostných vztahů, sexuální orientace a homoerotiky. Ačkoliv toto téma vychází ze životních zkušeností spisovatelky, v jejích příbězích jde téměř výhradně o lásku a touhu mezi dvěma muži. To je případ jak Hadriánových pamětí (1951), tak raného románu Alexis (1929). V něm se Yourcenarová pokusila oponovat Gidově obhajobě homosexuality prostřednictvím (pseudo)medicínského diskursu v románu Corydon (1924) – sama autorka přitom vychází z klasického starověkého přístupu k lásce a homoeroticismu jakožto „umění“, do nějž je člověk zasvěcován.
Kromě prozaických děl napsala Yourcenarová také desítky esejí věnovaných nejrůznějším tématům, zejména historickým a uměleckým z nejrůznějších oblastí a období (Beda Ctihodný, Albrecht Dürer, Giovanni Battista Piranesi, japonské zahrady). Věnovala se rovněž převodu textů z angličtiny a řečtiny do francouzštiny a úvahám o překladu. Více než tři tisíce dopisů, které Yourcenarová za život napsala, jsou archivovány v Houghton Library na Harvardu.
V nejranějších dílech (Alexis, Pindare) je možné pozorovat pokus o nápodobu vzoru v podobě inspirativního autora nebo žánru. V pozdějších dílech hraje hlavní roli rozsáhlé humanistické vzdělání a tendence k hutné kompozici. Část děl lze označit za „barokní“, a to nejen vzhledem k důrazu na sílu vášně, násilí a utrpení, ale také vzhledem k užívání hyperboly, vypjaté zdobnosti a nesourodého stylu. Od Hadriánových pamětí pak začíná období uměřenějšího, klasičtějšího psaní. Dlouhý pobyt ve Spojených státech vedl k tomu, že spisovatelka v každodenní komunikaci a v korespondenci používala množství anglicismů, ve svých literárních dílech se jí dařilo tohoto sklonu téměř úplně vyvarovat.